# Гокрогер, Стивен
Стивен Гокрогер (англ. Stephen Wallace Gaukroger; 9 июля 1950, Олдем, Большой Манчестер — 3 сентября 2023) — британский философ, макроисторик, исследователь ранней современной философии и науки. Доктор философии (1977), эмерит-профессор в Сиднейском университете, где работал с 1981, член Австралийской академии гуманитарных наук (1992) и Международной академии истории науки (2017, членкор с 2007), а также Королевского исторического общества и Королевского общества Нового Южного Уэльса (обоих — с 2016). Президент Международного общества интеллектуальной истории (ISIH) (2002—2008). Его называли одним из ведущих мировых историков науки, математики и философии. Его интеллектуальную биографию Декарта (1995) указывали всемирно известной.

## Биография и творчество
Родился в северном английском городе, учился в Cardinal Langley Roman Catholic High School, а затем в Бирмингемском колледже коммерции, где изучал библиотечное дело. Бросив учебу, перебрался в Лондон, и спустя несколько лет поступит в Биркбек-колледж Лондонского университета, где в 1974 году получит диплом с отличием по философии. После в Кембридже получит степени MA (ex officio) и докторскую по истории и философии науки — под началом Gerd Buchdahl, первого заведующего кебмриджской кафедрой истории и философии науки (основанной в 1972).
В 1980 году женился на Helen Irving, вместе с которой в следующем году перебрался в Сидней, где стал преподавать в Сиднейском университете. С 1999 года фул-профессор, с 2000 года и. о. главы новообразованной Школы философских и исторических исследований. В 2007—2013 годах приглашенный профессор в Университете Абердина. С 2014 года на пенсии, эмерит. Являлся критиком современной аналитической философии. Как отмечалось в журнале Prolegomena в 2008 году, «Г. известен как один из ведущих специалистов истории науки, особенно семнадцатого века, и его монография о Декарте получила большое научное внимание».
В 2007—2020 годах соредактор Intellectual History Review. С 2005 по 2019 год редактор книжной серии Kluwer/Springer «Australasian Studies in History and Philosophy of Science», получившей новое название «Studies in History and Philosophy of Science». Состоял в редколлегиях Australasian Journal of Philosophy, British Journal for the History of Philosophy.
Автор 26 книг, в частности Descartes, An Intellectual Biography (1995) {Рец.}, ставшей самой цитируемой его прижизненной работой. Основной труд — 4-томное исследование науки и формирования современности (планировалось больше томов): The Emergence of a Scientific Culture, 1210—1685 (2006) {Рец.: Michael H. Shank, }; The Collapse of Mechanism and the Rise of Sensibility: 1680—1760 (2010) {Рец. Peter Harrison (historian)}; The Natural and the Human, 1739—1841 (2016) {Рец. Phillip R. Sloan, Gary Hatfield}; Civilization and the Culture of Science, 1795—1935 (2020).
Автор обзора западной философии The Failures of Philosophy: A Historical Essay. Соредактор Descartes' Natural Philosophy.
Труды переводились на арабский, китайский, французский, немецкий, итальянский, португальский и русский языки.
Удостоился посмертного фестшрифта.
Умер после непродолжительной болезни.
Остались вдова, дети и внуки.